# Snurom (Husby)
Snurom (dansk) eller Snorrum (tysk) er navnet på en gård og en gade beliggende ved Husbyskov midtvejs mellem Husby og Lyshøj i landskabet Angel i Sydslesvig. Administrativt hører Snurom under Husby Kommune i Slesvig-Flensborg kreds i den nordtyske delstat Slesvig-Holsten. I kirkelig henseende hører stedet under Husby Sogn. Sognet lå i Husby Herred (Flensborg Amt, Sønderjylland), da området tilhørte Danmark.
Snurom er første gang nævnt 1766. Stednavnet er afledt af verbum snurre. Stednavnet henviser altså til en beliggenhed på et sted, hvor vejen drejer (snurrer) om. Navnet er meget almindeligt i det nordlige Sønderjylland. Der er også et Snurom i Tøstrup Sogn i det østlige Angel samt i Siseby Sogn i Svans.